# 裕华街道 (霸州市)
裕华街道是中华人民共和国河北省廊坊市霸州市下辖的一个街道办事处。

## 行政区划
裕华街道下辖以下村级行政区划单位：
迎宾山水社区、盐水河社区、文苑里社区、隆泰社区、温泉社区、挂甲庄社区、贾庄社区、花车社区、北杨庄社区、朝阳社区、何庄社区和北燕家务社区。